# أشعة سينية سطحية
الأشعة السينية السطحية هي أشعة سينية منخفضة الطاقة لا تخترق مسافة كبيرة قبل أن يتم امتصاصها. تُنتج بواسطة أنابيب الأشعة السينية التي تعمل بجهد كهربائي في نطاق 10-100 كيلوفولت، وبالتالي فإن طاقاتها الذروية في نطاق 10-100 كيلوفولت. قد تختلف التسمية والتعريفات الدقيقة لنطاقات الطاقة، ويمكن أيضًا أن تُعرف الأشعة السينية في الطرف السفلي من هذا النطاق باسم أشعة جرينز. وهي مفيدة في العلاج الإشعاعي لعلاج العديد من مشاكل الجلد الحميدة أو الخبيثة، بما في ذلك سرطان الجلد والأكزيما الشديدة. لها عمق مفيد يصل إلى 5 مم. في بعض المواقع، يتم استبدال علاج الجهد التقويمي بالعلاج بالإلكترونات أو المعالجة الكثبية.